# Achim Barrenstein
Achim Barrenstein (* 1960 in Aachen) ist ein deutscher Theaterschauspieler, Rezitator und Synchronsprecher.

## Werdegang
Barrenstein absolvierte seine Ausbildung an der Otto Falckenberg Schule in München. Danach folgten von 1988 bis 1993 Engagements am Bayerischen Staatsschauspiel, 1993 bis 1996 am Theater Basel und 1996 bis 2004 am Staatstheater Darmstadt.
Er ist seitdem auch als freischaffender Schauspieler und Sprecher an Theatern in Zürich, Frankfurt oder Koblenz tätig. Daneben ist er als Synchronsprecher tätig und synchronisierte Schauspieler wie Eric Roberts (u. a. Beschützer wider Willen), Jeff Daniels (Die fünf Menschen, die dir im Himmel begegnen) oder Ed Asner (Love Finds You in Valentine).
Barrenstein lebt in Freiburg.

## Videospiele (Auswahl)
- 2005: als Bischof in Stronghold 2
- 2006: als Mankar Camoran in The Elder Scrolls IV: Oblivion
- 2006: als Asaru, Charles, Dan, Darmok, Fraser u. a. in Gothic 3
- 2006: als Fürst Igor Yegorov in Anno 1701
- 2007: als Davy Jones in Pirates of the Caribbean: Am Ende der Welt
- 2007: als Nightcrawler-Elitesoldat in der Erweiterung F.E.A.R.: Perseus Mandate
- 2009: als James Fox in F.E.A.R. 2: Project Origin
- 2009: als Shandor der Architekt und Wachmann Russell in Ghostbusters: The Video Game
- 2009: als Hassan ben Sahid in Anno 1404
- 2010: als Hassan in Heavy Rain
- 2010: als Hephaestus in God of War III
- 2010: als Ramirez in Die Siedler 7
- 2010: als Sciene Advisor in Civilization V
- 2010: diverse Rollen in Arcania
- 2010: als Walter Beck in Fable III
- 2010: als Ed Harris in Call of Duty: Black Ops
- 2011: als Jack in Dirt 3
- 2012: als Garcia in Risen 2: Dark Waters
- 2013: als Cid in Final Fantasy XIV – A Realm Reborn
- 2014: als Kommentator in Super Smash Bros. for Nintendo 3DS / for Wii U
- 2014: als Samuels in Alien: Isolation
- 2015: als Finley in The Order: 1886
- 2016: als Erzähler in Civilization VI
- 2017: als Duras in ELEX
- 2018: als Kommentator in Super Smash Bros. Ultimate
- 2018: als Tom Sheldon in Just Cause 4
- 2022: diverse Rollen in ELEX 2
- 2022: als Travis Hackett in The Quarry
- 2024: als Herr Stern, Thierry Briclot u. a. in Alone in the Dark